# Leandro Souza
Leandro Rosa Souza, mais conhecido como Leandro Souza (Rio de Janeiro, 24 de fevereiro de 1986), é um ex-futebolista brasileiro que atuava como zagueiro.

## Carreira

### Joinville
Leandro foi revelado pelo Joinville Esporte Clube onde nos juniores fazia dupla de zaga com o zagueiro William Alves.

### Atlético Paranaense
Transferiu-se depois foi para o Clube Atlético Paranaense, onde não estava sendo aproveitado.

### Avaí
Em 2009, chegou ao elenco do Avaí para disputar a temporada do Campeonato Catarinense e da Série A do campeonato brasileiro, mas no meio do brasileiro, mais precisamente no dia 3 de julho de 2009, foi dispensado pelo clube.

### Bangu e Arapongas
No ano de 2010, passou por Bangu e Arapongas.

### Santa Cruz
Para a temporada seguinte, foi anunciado como reforço do Santa Cruz. No começo do ano de 2011, foi apresentado ao Santa Cruz, onde foi campeão do Campeonato Pernambucano e foi considerado o melhor zagueiro do campeonato, no mesmo ano conseguiu o acesso a série C de 2012. Em 2012 foi bicampeão do Campeonato Pernambucano.

### Guarani
Em 2013 a pedido do seu ex-técnico o Zé Teodoro, foi emprestado ao Guarani.

### Retorno ao Santa Cruz
Após 4 anos de contrato pelo Santa, não teve seu contrato renovado no fim de 2014.

### Cabofriense
Em 2015, jogou o Cariocão e a Copa do Brasil pela Cabofriense.

### ASA
Em meados de 2015, acertou sua ida para o ASA. Pelo time de Arapiraca, Leandro atuou em apenas 9 partidas.

### CSA
Em 25 de novembro de 2015, foi anunciado pelo rival do ASA, o CSA para disputar o Campeonato Alagoano e a Série D.

### Cuiabá
No dia 11 de julho de 2019, fora dos planos do CSA, Leandro Souza foi negociado por empréstimo com o Cuiabá para o decorrer da temporada da Série B.

## Estatísticas
Até 5 de janeiro de 2021.

### Clubes
| Clube               | Temporada         | Campeonato nacional | Campeonato nacional | Campeonato nacional | Copa nacional[a] | Copa nacional[a] | Copa nacional[a] | Competições continentais[b] | Competições continentais[b] | Competições continentais[b] | Outros torneios[c] | Outros torneios[c] | Outros torneios[c] | Total | Total | Total   |
| Clube               | Temporada         | Jogos               | Gols                | Assist.             | Jogos            | Gols             | Assist.          | Jogos                       | Gols                        | Assist.                     | Jogos              | Gols               | Assist.            | Jogos | Gols  | Assist. |
| ------------------- | ----------------- | ------------------- | ------------------- | ------------------- | ---------------- | ---------------- | ---------------- | --------------------------- | --------------------------- | --------------------------- | ------------------ | ------------------ | ------------------ | ----- | ----- | ------- |
| Atlético Paranaense | 2008              | 1                   | 0                   | 0                   | —                | —                | —                | —                           | —                           | —                           | —                  | —                  | —                  | 1     | 0     | 0       |
| Atlético Paranaense | Total             | 1                   | 0                   | 0                   | 0                | 0                | 0                | 0                           | 0                           | 0                           | 0                  | 0                  | 0                  | 1     | 0     | 0       |
| Bangu               | 2010              | —                   | —                   | —                   | —                | —                | —                | —                           | —                           | —                           | 3                  | 0                  | 0                  | 3     | 0     | 0       |
| Bangu               | Total             | 0                   | 0                   | 0                   | 0                | 0                | 0                | 0                           | 0                           | 0                           | 3                  | 0                  | 0                  | 3     | 0     | 0       |
| Santa Cruz          | 2011              | 14                  | 0                   | 0                   | 2                | 0                | 0                | —                           | —                           | —                           | 22                 | 2                  | 0                  | 38    | 2     | 0       |
| Santa Cruz          | 2012              | —                   | —                   | —                   | 2                | 0                | 0                | —                           | —                           | —                           | 16                 | 0                  | 0                  | 18    | 0     | 0       |
| Santa Cruz          | Total             | 14                  | 0                   | 0                   | 4                | 0                | 0                | 0                           | 0                           | 0                           | 38                 | 2                  | 0                  | 56    | 2     | 0       |
| Guarani             | 2013              | —                   | —                   | —                   | —                | —                | —                | —                           | —                           | —                           | 8                  | 0                  | 0                  | 8     | 0     | 0       |
| Guarani             | Total             | 0                   | 0                   | 0                   | 0                | 0                | 0                | 0                           | 0                           | 0                           | 8                  | 0                  | 0                  | 8     | 0     | 0       |
| Santa Cruz          | 2013              | 14                  | 0                   | 0                   | 0                | 0                | 0                | —                           | —                           | —                           | —                  | —                  | —                  | 14    | 0     | 0       |
| Santa Cruz          | 2014              | 0                   | 0                   | 0                   | 0                | 0                | 0                | —                           | —                           | —                           | 3                  | 0                  | 0                  | 3     | 0     | 0       |
| Santa Cruz          | Total             | 14                  | 0                   | 0                   | 0                | 0                | 0                | 0                           | 0                           | 0                           | 3                  | 0                  | 0                  | 17    | 0     | 0       |
| Cabofriense         | 2015              | —                   | —                   | —                   | 2                | 0                | 0                | —                           | —                           | —                           | 8                  | 0                  | 0                  | 10    | 0     | 0       |
| Cabofriense         | Total             | 0                   | 0                   | 0                   | 2                | 0                | 0                | 0                           | 0                           | 0                           | 8                  | 0                  | 0                  | 10    | 0     | 0       |
| ASA                 | 2015              | 9                   | 0                   | 0                   | —                | —                | —                | —                           | —                           | —                           | —                  | —                  | —                  | 9     | 0     | 0       |
| ASA                 | Total             | 9                   | 0                   | 0                   | 0                | 0                | 0                | 0                           | 0                           | 0                           | 0                  | 0                  | 0                  | 9     | 0     | 0       |
| CSA                 | 2016              | 15                  | 1                   | 0                   | —                | —                | —                | —                           | —                           | —                           | 16                 | 3                  | 0                  | 31    | 4     | 0       |
| CSA                 | 2017              | 13                  | 0                   | 0                   | 1                | 0                | 0                | —                           | —                           | —                           | 15                 | 0                  | 0                  | 29    | 0     | 0       |
| CSA                 | 2018              | 32                  | 3                   | 2                   | 2                | 1                | 0                | —                           | —                           | —                           | 14                 | 1                  | 0                  | 48    | 5     | 2       |
| CSA                 | 2019              | 1                   | 0                   | 0                   | 0                | 0                | 0                | —                           | —                           | —                           | —                  | —                  | —                  | 1     | 0     | 0       |
| CSA                 | 2020              | 4                   | 0                   | 0                   | 0                | 0                | 0                | —                           | —                           | —                           | 6                  | 0                  | 0                  | 10    | 0     | 0       |
| CSA                 | 2021              | 0                   | 0                   | 0                   | 0                | 0                | 0                | —                           | —                           | —                           | 1                  | 0                  | 0                  | 1     | 0     | 0       |
| CSA                 | Total             | 65                  | 4                   | 2                   | 3                | 1                | 0                | 0                           | 0                           | 0                           | 52                 | 4                  | 0                  | 120   | 9     | 2       |
| Cuiabá              | 2019              | 6                   | 0                   | 0                   | —                | —                | —                | —                           | —                           | —                           | 3                  | 0                  | 0                  | 9     | 0     | 0       |
| Cuiabá              | Total             | 6                   | 0                   | 0                   | 0                | 0                | 0                | 0                           | 0                           | 0                           | 3                  | 0                  | 0                  | 9     | 0     | 0       |
| Santo André         | 2021              | 0                   | 0                   | 0                   | 0                | 0                | 0                | —                           | —                           | —                           | 0                  | 0                  | 0                  | 0     | 0     | 0       |
| Santo André         | Total             | 0                   | 0                   | 0                   | 0                | 0                | 0                | —                           | —                           | —                           | 0                  | 0                  | 0                  | 0     | 0     | 0       |
| Total na carreira   | Total na carreira | 100                 | 4                   | 2                   | 9                | 1                | 0                | 0                           | 0                           | 0                           | 115                | 6                  | 0                  | 224   | 11    | 2       |

- a. ^ Jogos da Copa do Brasil
- b. ^ Jogos da Copa Sul-Americana
- c. ^ Jogos do Campeonato Alagoano, Copa do Nordeste e Amistoso

## Títulos
Atlético Paranaense
- Dallas Cup (Juvenil): 2005

Avaí
- Campeão Catarinense: 2009

Santa Cruz
- Campeão Pernambucano: 2011, 2012
- Campeão Brasileiro - Série C: 2013

CSA
- Campeonato Brasileiro – Série C: 2017
- Campeonato Alagoano: 2018 e 2019

Cuiabá
- Copa Verde: 2019

### Prêmios individuais
- Melhor Zagueiro do Campeonato Pernambucano: 2011